# Duncan McNaughton
Duncan Anderson McNaughton (ur. 7 grudnia 1910 w Cornwall, zm. 15 stycznia 1998 w Austin) – kanadyjski lekkoatleta skoczek wzwyż, mistrz olimpijski z Los Angeles.

## Przebieg kariery
Urodził się w Cornwall w prowincji Ontario, ale wychował w Vancouver w Kolumbii Brytyjskiej. Na Igrzyskach Imperium Brytyjskiego w 1930 w Hamilton zajął 4. miejsce w skoku wzwyż.
Podczas igrzysk olimpijskich w 1932 w Los Angeles czterech zawodników osiągnęło tę samą wysokość 1,97 m. Zgodnie z ówcześnie obowiązującymi przepisami zarządzono dogrywkę. Żadnemu z zawodników nie udało się zaliczyć wysokości 2,01 m ani 1,99 m. McNaughton jako jedyny w dogrywce w pierwszej próbie pokonał 1,97 m i zdobył w ten sposób złoty medal. Według przepisów wprowadzonych krótko później dogrywki by nie było, a złotym medalistą zostałby wicemistrz, Robert Van Osdel, który podczas konkursu pokonał 1,97 m w pierwszej próbie. Drugi byłby Cornelius Johnson, który dokonał tego w drugiej próbie (zajął po dogrywce 4. miejsce, za to zwyciężył na igrzyskach olimpijskich w Berlinie 4 lata później). McNaughton i brązowy medalista Simeon Toribio pokonali tę wysokość w konkursie dopiero w trzeciej próbie.
Zdobywca srebrnego medalu Robert Van Osdel był przyjacielem McNaughtona (obaj studiowali na University of Southern California), który doradzał mu podczas konkursu pomimo rywalizacji. W 1933 skradziono McNaughtonowi jego złoty medal, a Van Osdel odtworzył jego replikę używając własnego srebrnego medalu jako formy. Obaj panowie utrzymywali przyjacielskie kontakty do śmierci Van Osdela w 1987.
McNaughton ukończył geologię na University of Southern California oraz California Institute of Technology. Poszukiwał ropy naftowej w Ameryce Południowej. Podczas II wojny światowej służył w Royal Canadian Air Force. Uzyskał doktorat na University of Southern California i pracował tam jako wykładowca.

## Rekord życiowy
- skok wzwyż – 1,97 m (1932)[1]